# Феанор
Феанор (англ. Feanor) — персонаж легендариума Дж. Р. Р. Толкина «Сильмариллион», старший и любимый сын короля нолдор Финвэ и его первой жены Мириэль Сериндэ. Мать Феанора, истощённая духом после рождения сына, уснула навек, отойдя в чертоги Мандоса, и через некоторое время Финвэ женился на Индис Прекрасной, от которой у него родилось двое сыновей — единокровных братьев Феанора — Финголфин и Финарфин, а также две  дочери — Финдис и Иримэ. Провозгласил себя королём нолдор после смерти Финвэ, хотя этот титул оспаривался Финголфином.

## Имя
Правильно имя Феанор произносится через «Э» — Фэанор, так как «ё» в транскрипции имени «Fёanor» означает именно этот звук. Однако из-за частой ошибки переводчиков, произношение и написание через «Е», стало наиболее распространено среди поклонников творчества Толкина.
Его первое имя, данное отцом (ataresse), было «Финвэ» (минья), позднее, когда открылись его таланты, оно было расширено до «Куруфинвэ» (Kurufinwё) — («Искусный Финвэ»), такое же имя Феанор дал своему пятому сыну.
Имя прозрения, которое дала ему Мириэль, его мать, в час рождения (amilessё), было «Фэанаро» (Fёanaro) — («Пламенный Дух» — от «fea» — «дух», «душа», и «narё» — «пламя», «огонь» на квенья). Феанор предпочитал называться материнским именем. Почти всегда в историях и легендах использовали форму «Фэанор», но в этом виде оно синдаризовано лишь наполовину: правильной синдаринской формой было «Фаэнор» (Faёnor — буква «ё» использована только для транскрипции, она не присутствовала в слове изначально.). Таким образом, форма «Фэанор», возможно, появилась из-за ошибки писца, особенно в документах на квэнья, в которых «еа» появляется часто, а «ае», как правило, не встречается и стала чем-то средним между квенийским — «Фэанаро» и синдарийским — «Фаэнор» («Файнор»).

## Родовой знак

Знаком Феанора и его Дома была восьмилучевая звезда.

## Герб
Гербом Феанора и его Дома был Сильмарилл, окружённый восемью языками пламени.

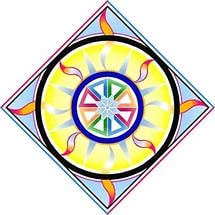

## Жизнеописание
Согласно произведениям Толкина Феанор родился в Тирионе, в 1169 году Эпохи Древ. Его мать, Мириэль Сериндэ, изнемогла духом и телом, вынашивая сына, и, дав ему имя, отправилась в Лориэн, где душа её, отлетев от тела в Чертоги Мандоса, отказалась возвращаться, несмотря на мольбы её супруга Финвэ. Так Феанор осиротел, и, хотя Финвэ заменил ему мать и всю любовь свою обратил на своего сына, отсутствие материнского воспитания повредило Феанору.
Он рос быстро и покинул дом отца, как только стал достаточно взрослым; Феанор поселился отдельно, посвятив себя поиску знаний и изучению ремёсел.
Когда Финвэ потерял надежду на возвращение Мириэли и Валар позволили ему жениться во второй раз, Феанор разгневался, хотя его любовь к отцу нисколько не убавилась. Феанор понимал, что Мириэль приговорена к вечному лишению тела, так что с нею живой нельзя увидеться и поговорить; это возможно только после смерти. Потому счастье отца с мачехой вызывало у Феанора негативные эмоции, а к их детям у него изначально не было любви. Феанор часто в печали приходил к телу матери, но скоро его полностью заняли собственные замыслы.
В одном из путешествий по Аману, будучи ещё юным, Феанор встретился с девушкой из нолдор — Нерданель, которая, как и сам Феанор, любила путешествовать далеко от жилищ своего народа; после этого они часто странствовали вместе, полюбили друг друга и поженились. Многих удивил этот брак, так как Нерданель не числилась прекраснейшей из нолдор; однако, как и Феанор, она была сильна волей и жаждала знаний. Нерданель была дочерью великого кузнеца Махтана, ученика Аулэ; от него Феанор в юности узнал многое об изготовлении вещей из металла и камня. Если огонь души Феанора разгорался слишком жарко, Нерданель своей мудростью сдерживала мужа, так как она была одна из немногих, к кому Феанор прислушивался. У Феанора и Нерданели было семеро сыновей (ни у кого из эльфов не было большего числа детей).
- Маэдрос
- Маглор
- Келегорм
- Карантир
- Куруфин
- Амрод
- Амрас

Феанор и его сыновья редко жили подолгу в одном месте, поскольку в поисках неизведанного путешествовали по всему Валинору, подходя даже к границам Бессветия и холодным берегам Внешнего Моря. Они часто гостили в чертогах Ауле, который любил Феанора, так как прозрел в нём величайшего из эльдар, ещё когда тот был ребёнком.
Феанор создал многие удивительные творения:
- Искусственные драгоценные камни, что были ярче, крупнее и прекраснее естественных камней, добытых из земли;
- Кристаллы, в которых далёкие вещи казались близкими;
- Палантиры — «видящие камни», позволяющие наблюдать места и события на огромных расстояниях, а также общаться с владельцами других Палантиров;
- Белые камни, сияющие синим и серебряным пламенем в свете звёзд[3];
- Светильники Феанора, которые светились чистым голубым светом и были устойчивы к воздействию ветра и воды (их секрет знал лишь Феанор)[7].

Многое из начатого Феанор оставил незавершённым.

### Лингвистика
В юности, занимаясь вопросами языка, Феанор заложил основы школы «Ламбенголмор» («Мудрецов-языковедов») в Валиноре и создал алфавит тенгвар (или «Алфавит Феанора») взамен письменной системы Румила сарати, полностью переработав последнюю.
Мало кто из эльдар научился говорить на языке валар — Валарине; среди эльфов получили распространение лишь отдельные слова и имена. Феанор же узнал больше об этом языке, чем кто-либо до него, и его знания в любом случае превосходили то немногое, что было зафиксировано в письменных источниках.
Нолдор были талантливыми лингвистами, и так случилось, что в их речи широко распространилась поддерживаемая фонетическим «вкусом» и теорией замена звука «þ» на «s». («þ» — это звук, передаваемый в английском языке сочетанием букв «th», что на русский язык обычно транслитерируется как «т», «s» — соответственно, «с».) Против такой замены возражали ученые-лингвисты, главой которых в то время был Феанор. Он настаивал, что «þ» — это верное произношение для тех, кто заботится о своей речи и полностью понимает её. Но, кроме лингвистического вкуса и мудрости, у него были и другие мотивы. Его мать, Мириэль, твердо придерживалась произношения «þ» (как было принято во времена её детства) и желала, чтобы все её родичи говорили так же, по крайней мере, произнося её имя как «Тэриндэ» (Þerindë). Феанор из любви к своей умершей матери настаивал на нормативном «þ», и с ним вначале соглашались другие учёные. Однако вторая жена Финве Индис (происходившая из ваниар, у которых было принято произношение «þ»), говорила «s» из любви к Финвэ, но Феанор посчитал, что она это делала, чтобы унизить Мириэль. Так и получилось, что для Феанора отказ от «þ» стал символом отказа от Мириэли. Когда его сыновья, будучи детьми, спросили, почему их родичи в Доме Финвэ произносят «s» вместо «þ», Феанор ответил: 

«Не обращайте внимания! Мы говорим верно, как говорил король Финвэ до того, как его ввели в заблуждение. Мы — его наследники по праву и старший дом. Пусть сюсюкают, если не могут говорить лучше.»

## Создание и утрата Сильмариллов
Вершиной искусства и мастерства Феанора стало создание трёх Сильмариллов — драгоценных камней, в которых горел нетленный свет Двух Древ. Эти три камня стали величайшим творением эльфов. В работе над Сильмариллами Феанор применил всё своё могущество, знания и умения, в итоге создав вещество, похожее на кристаллы бриллиантов; внутри кристаллов Феанор заключил смешанный Свет Древ Валинора, так что камни сияли негасимым внутренним огнём. Кристаллическое вещество было крепче адаманта, и лишь один Феанор во всей Арде мог повредить или уничтожить его.
Создав Сильмариллы, Феанор всем сердцем привязался к ним, и все в Амане восхищались его творением; Варда благословила Сильмариллы, а Мандос предсказал, что судьбы Арды — земли, моря и воздуха — заключены в них.
В то время Манвэ, поверивший в лживое смирение Мелькора, предоставил ему свободу; тот же, узнав о камнях, страстно возжелал завладеть ими. Желая разжечь вражду между нолдор и Валар, Мелькор начал распускать лживые слухи. Открыв для нолдор некое тайное знание и вселив в них гордыню и алчность, Мелькор меж делом поведал им, что Валар будто бы привели эльдар в Аман из зависти к их красоте и искусности, опасаясь, что не смогут ими управлять, если они размножатся на просторах Арды; теперь же Валар держат их в плену в Амане, желая отдать Арду людям, которых легко покорить и лишить этим эльфов наследства Эру Илуватара. Также Мелькор сделал всё, чтобы поссорить между собой единокровных братьев — Феанора и Финголфина.
В конечном итоге старания Мелькора принесли свои плоды, и в нолдор пробудилось желание покинуть Аман, а ярче всего жажда свободы и власти вспыхнула в страстной душе Феанора. Тогда же дошли до него слухи (которые распускал Мелькор), что Финголфин с сыновьями жаждут захватить власть, принадлежащую Финвэ и Феанору, его прямому наследнику, а Валар им в этом содействуют, потому что хотят завладеть Сильмариллами. В Доме Финвэ начались раздоры между Домом Феанора и Домом Финголфина, который полагал (также из-за лжи Мелькора), что Феанор замышляет изгнать его и его сыновей из Тириона.
В то время изменение в квенья «þ» на «s» стало символом того, кому надлежит хранить верность. Для Феанора отречение от «þ» стало символом отречения от него как от вождя нолдор, следующего после Финвэ. Феанор называл себя «Сыном Тэриндэ», в противовес «Сыновьям Индис»; вместе со своими сыновьями произнося «þ», он требовал от своих сторонников того же. Поэтому те, кто не поддерживал его, кого возмущало его высокомерие, а ещё более те, чья поддержка обратилась позднее в ненависть, отвергли эту особенность произношения.
Когда Феанор узнал, что многие нолдор стали тайно вооружаться, он также выстроил тайную кузню, о которой не знал даже Мелькор. Там Феанор создал острые мечи из закалённой стали для себя и своих сыновей; выковал он также высокие шлемы с алыми гребнями.
Феанор теперь открыто взбунтовался против Валар, объявив, что покинет Валинор, вернётся во внешний мир и избавит от рабства тех нолдор, кто пойдёт с ним. Нерданель, чей род был предан Аулэ, пыталась успокоить мужа, но тщетно, и, отдалившись от супруга, она ушла в дом своего отца.
Обеспокоенный смутой, Финвэ решил собрать совет лордов нолдор в Тирионе. Однако Финголфин поспешил прийти к отцу до совета и прихода Феанора, обвинив брата в бунте и претензиях на королевскую власть Финвэ; в то же время, Финголфин демонстративно заявил о своей (и Финарфина) верности Финвэ. Пока Финголфин говорил это, появился Феанор — высокий и грозный, с горящими яростью глазами. Войдя в зал, Феанор сказал, что его подозрения оправдались: Финголфин пришёл к Финвэ раньше совета, где был бы услышан всеми и получил ответ; пришёл чтобы жаловаться отцу на него, Феанора, за его спиной. Феанор выхватил меч, приставил его к груди брата и воскликнул:

«Смотри, единокровный брат! Это поострей твоего языка. Попытайся ещё раз узурпировать мое место и любовь моего отца, и это, быть может, избавит нолдор от того, кто жаждет быть господином рабов».
Когда Валар узнали, что Феанор поднял меч на своего брата, гнев и смятение охватили их, и они призвали Феанора для разбирательства в Круг Судьбы. Тогда и было разоблачено коварство Мелькора, но и Феанора, нарушившего мир Валинора и поднявшего меч на родича, не оправдали — его отправили в изгнание на двенадцать лет. Мелькор же скрылся от гнева Валар. Вместе с Феанором на север Валинора удалились его сыновья, нолдор Дома Феанора и отец — король нолдор Финвэ, движимый любовью к сыну. Таким образом лживое предсказание Мелькора сбылось: Финвэ и Феанор были лишены власти, а в Тирионе стал править Финголфин (до возвращения законного монарха). Однако Сильмариллы всё ещё оставались у Феанора, и на севере он выстроил крепость Форменос, где и хранились теперь камни. Именно в Форменос пришёл Мелькор, предложив Феанору свою дружбу и помощь в бегстве из «рабства» Валар. Феанор, однако, прогнал его прочь.
Несколькими годами позже Манвэ, намереваясь исправить зло, посеянное среди нолдор, и уладить ссоры, что разделяли эльфийских правителей, устроил на Таникветиле великое празднество, на которое пригласил всех жителей Валинора. Пришёл сюда и Феанор, повинуясь повелению Манвэ, но без украшений и в будничных одеждах. Однако никто из нолдор Первого Дома не пришёл на празднество, Сильмариллы также остались в Форменосе, где остался и Финвэ, отказавшийся встречаться со своим народом, пока с его сына не снято наказание. На празднике Феанор примирился с братом, а Финголфин заявил, что прощает Феанора и освобождает его, и объявил, что отныне старшему брату предстоит вести, а ему, Финголфину, — следовать за ним.
В этот самый час, однако, Мелькор, пробравшийся в Валинор вместе с гигантской паучихой Унголиант, напал на Два Древа и поразил их своим чёрным копьём.
После этого он отправился в Форменос, где убил Финвэ, разграбил крепость и, помимо прочих сокровищ, похитил Сильмариллы. Однако ни Валар, ни Феанору об этом пока что не было известно; жители Валинора тем временем собрались вокруг уничтоженных Мелькором Деревьев. Осмотрев их, Йаванна сказала, что может вернуть жизнь Деревьям, но для этого нужна хотя бы частица их света, сохранившаяся лишь в Сильмариллах. Тогда Валар обратили свои взоры на Феанора. Тот же после тяжёлых раздумий заявил, что по своей воле он со своим величайшим творением не расстанется, ибо подозревал он, что Валар действуют заодно с Мелькором.
В этот момент, однако, из Форменоса прибыло недоброе известие: под покровом мрака Мелькор сразил Финвэ и похитил все сокровища, включая Сильмариллы. Услышав это, Феанор проклял Мелькора и нарёк его «Моргот» («Чёрный Враг Мира»); лишь так отныне звали Врага Арды. И бежал Феанор из Круга Валар в безумном горе, ибо отца любил больше Света Древ Валинора и своих бесценных Сильмариллов — больше, чем кто-либо из людей или эльфов. Никто из эльдалиэ не ненавидел Мелькора более Феанора, сына Финвэ.

## Мятеж нолдор и поход в Средиземье

Валинор

Когда стало известно, что Моргот бежал из Валинора и погоня ни к чему не привела, Феанор собрал в Тирионе всех нолдор и обратился к ним с яростной речью, что была большей частью направлена против Моргота, но в то же время почти всё, в чём Феанор обвинял Валар, следовало из той лжи, которой Моргот отравил всех нолдор, включая самого Феанора. Горе из-за смерти отца и скорбь об утрате Сильмариллов помутили разум Феанора, и он теперь претендовал на королевскую власть над нолдор, ибо Финвэ был мёртв, а волю Валар бунтовщик ни во что не ставил. Феанор призвал нолдор скинуть оковы рабства и уйти вместе с ним в Средиземье, чтобы отомстить Морготу за Финвэ и отвоевать Сильмариллы, в Свете которых нолдор смогли бы вновь познать счастье в свободных и бескрайних землях Средиземья. После этого Феанор поклялся ужасной клятвой, которую никто не в силах нарушить и никто не вправе давать: именем самого Эру Илуватара он поклялся преследовать своей местью и ненавистью до самых пределов Мира любого — будь то Вала, демон, эльф или не родившийся ещё смертный, — кто дерзнёт посягнуть на Сильмариллы или станет утверждать своё право на них; и призвал Феанор Эру обречь его на Вечную Тьму за неисполнение этого обета. Сыновья Феанора тут же встали рядом с отцом, обнажили мечи и повторили его клятву.
Устрашившись этой кощунственной клятвы, Финголфин и его сын Тургон выступили против Феанора, и их яростный спор мог перейти в поединок, если бы не вмешался Финарфин, который попытался успокоить собравшихся и призвал их помедлить и задуматься прежде, чем свершится непоправимое. Финрод поддержал Тургона, зато Галадриэль и Фингона, сына Финголфина, речи Феанора вдохновили, ибо они тоже жаждали увидеть бескрайние, никем не охраняемые земли Средиземья.
Итак, несмотря на предостережение Финарфина, Феанору удалось зажечь сердца большинства нолдор, и, не медля ни минуты, Феанор и его сыновья принялись готовиться к выступлению. Валар же пока выжидали и наблюдали за происходящим, не веря, что Феанор сможет долго навязывать свою волю воинству нолдор.
Однако, хотя Феанор после смерти отца был теперь по праву королём нолдор, многие нолдор поддерживали не его, а Финголфина, который стал пользоваться большей любовью за годы правления в Тирионе. Нолдор Тириона согласились признать королём Финголфина, если тот последует с ними в Исход; Финголфин так и поступил, но, памятуя свою клятву, признавал предводителем Феанора. Таким образом, бунтовщики фактически двигались двумя отрядами. В тот же день большинство нолдор выступили в путь (лишь десятая их часть осталась в Тирионе). С Финголфином шёл и Финарфин, но с крайней неохотой.
Когда войско нолдор уже выступало из врат Тириона, их догнал посланец от Манвэ. Манвэ сулил уходящим горести и страдания и советовал вернуться:

«Не будет вам помощи от Валар в вашем начинании, но и препятствовать вам они не станут, ибо как пришли вы сюда свободно, по своей воле — так свободны вы и уйти».
Феанору же было сказано, что он сам изгнал себя из Валинора своей клятвой и это должно послужить ему горьким уроком за то, что он поверил лжи Моргота, которого Феанору никогда не победить.
Нолдор, однако, продолжили свой путь. Первым, быстро и не оглядываясь назад, шло войско Первого Дома во главе с самим Феанором. Второе же войско, возглавляемое Финголфином и состоявшее из нолдор Второго и Третьего Домов, шло медленно и неохотно, часто оглядываясь.
Начав поход, Феанор задумался о том, каким образом множество нолдор, с женщинами и детьми, сможет добраться до Средиземья. Поскольку от Валинора его отделяло море, изгнанникам требовались корабли (идти через Хэлкараксэ, ледяную пустыню на крайнем севере Арды, представлялось невозможным); у нолдор их не было, и они не умели их строить. Поэтому Феанор принял решение двигаться в Альквалондэ, город эльфов-мореходов тэлери, которые были давними друзьями нолдор. Феанор намеревался убедить тэлери уйти в Средиземье вместе с нолдор или по крайней мере переправить его войско через море на своих кораблях. Тэлери не желали покидать Эльдамар, но и отказали нолдор в любой помощи, так как не хотели помогать тем, кто бунтует против Валар. В конце концов Феанор, придя в ярость, обвинил тэлери в неблагодарности, напомнив им, что нолдор в своё время помогали им строить Альквалондэ. Но Ольвэ, король тэлери, стоял на своём. После долгих раздумий Феанор решился захватить корабли, однако, когда нолдор из Дома Феанора попытались это сделать, тэлери дали им отпор и сбросили в море многих нолдор; тогда нолдор обнажили мечи, и завязалась кровавая битва. В самый разгар боя подоспело второе войско нолдор, тэлери были разбиты, а корабли оказались в руках нолдор.
Битва, известная в истории как резня в Альквалондэ, стала первым братоубийственным столкновением между эльфами. После этой битвы Майа Уинен из свиты Ульмо, оплакала погибших тэлери так, что море поднялось в гневе против убийц и потопило часть кораблей вместе с захватившими их нолдор. Однако большинство нолдор спаслось, и, когда шторм утих, они снова двинулись на север, по морю и по суше; но долог был путь, и чем дальше шли они, тем большие опасности подстерегали их.
Когда изгнанники наконец достигли северных пределов Хранимого Королевства, на них обрушилось Пророчество Мандоса:

«Слёзы бессчётные прольёте вы; и Валар оградят от вас Валинор, и исторгнут вас, дабы даже эхо ваших рыданий не перешло гор. Гнев Валар лежит на Доме Феанора, и он ляжет на всякого, кто последует за ним, и настигнет их, на западе ли, на востоке ли. Клятва станет вести их — и предавать, и извратит самоё сокровище, добыть которое они поклялись. Всё, начатое ими во имя добра, завершится лихом; и произойдёт то от предательства брата братом и от боязни предательства. Обездоленными станут они навек. Несправедливо пролили вы кровь своих братьев и запятнали землю Амана. За кровь вы заплатите кровью и будете жить вне Амана под завесой Смерти. Ибо, хотя промыслом Эру вам не суждено умирать в Эа, и никакой болезни не одолеть вас, вы можете быть сражены и сражены будете — оружием, муками и скорбью; и ваши бесприютные души придут тогда в Мандос. Долго вам пребывать там, и тосковать по телам, и не найти сочувствия, хотя бы все, кого вы погубили, просили за вас. Те же, кто останется в Средиземье и не придёт к Мандосу, устанут от мира как от тяжкого бремени, истомятся и станут тенями печали для юного народа, что придёт позже. Таково Слово Валар».
Тогда многие испугались; но Феанор был непоколебим и сказал:

«Мы поклялись, и не в порыве легкомыслия. Клятву свою мы сдержим. Нам угрожают многими бедами, и предательством — в первую очередь; но об одном лишь сказано не было; что нас погубит трусость, малодушие или страх малодушия. Потому говорю я, что мы пойдём вперёд, и своё пророчество добавлю: деяния наши будут воспеты в песнях — и не забыты до последних дней Арды.»
После этого Финарфин и многие нолдор из его Дома вернулись в Валинор и получили прощение Валар, и Финарфин поставлен был править нолдор, оставшимися в Благословенном Королевстве; однако из нолдор Первого и Второго Домов, которых вёл своей волей Феанор, назад не повернул никто. В числе оставшихся с Финголфином были и дети Финарфина — сыновья Финрод, Ородрет, Ангрод и Аэгнор, а также единственная дочь Галадриэль.
Тем временем изгнанники подошли к проливу, далеко на севере разделявшему земли Амана и Средиземья. Холодные воды пролива покрывали огромные ледяные глыбы, над водой висел густой туман, и мгла дышала смертным холодом. Этот пролив до сих пор пересекали лишь Валар, да Унголиант с Мелькором.
Феанору пришлось остановить отряд, испытывавший жестокие страдания. Среди эльфов раздавался ропот, слышались проклятья Феанору, которого винили в бедах, постигших эльдар. Поскольку во время похода многие суда затонули, оставшихся не хватало, чтобы за один раз переправить всё войско изгнанников. Тогда Феанор бросил Финголфина и его народ в Арамане и ушёл на кораблях со своим народом. Высадившись в Средиземье, Феанор отказался вернуться за оставшимися на том берегу, обвинив их в том, что те, не желая идти вперёд, задерживали остальных, да ещё и проклинали его. Феанор сжёг корабли, полагая, что оставленные на том берегу нолдор повернут назад в Валинор.
Таким образом, нолдор Домов Финголфина и Финарфина были вынуждены либо с позором возвращаться в Валинор, либо идти в Средиземье единственным оставшимся путём — через покрытый вечными льдами пролив Хэлкараксэ (в переводе с квенья «колотый лёд»). Движимые гордостью и страхом перед судом Валар, они двинулись через льды.

## Гибель Феанора

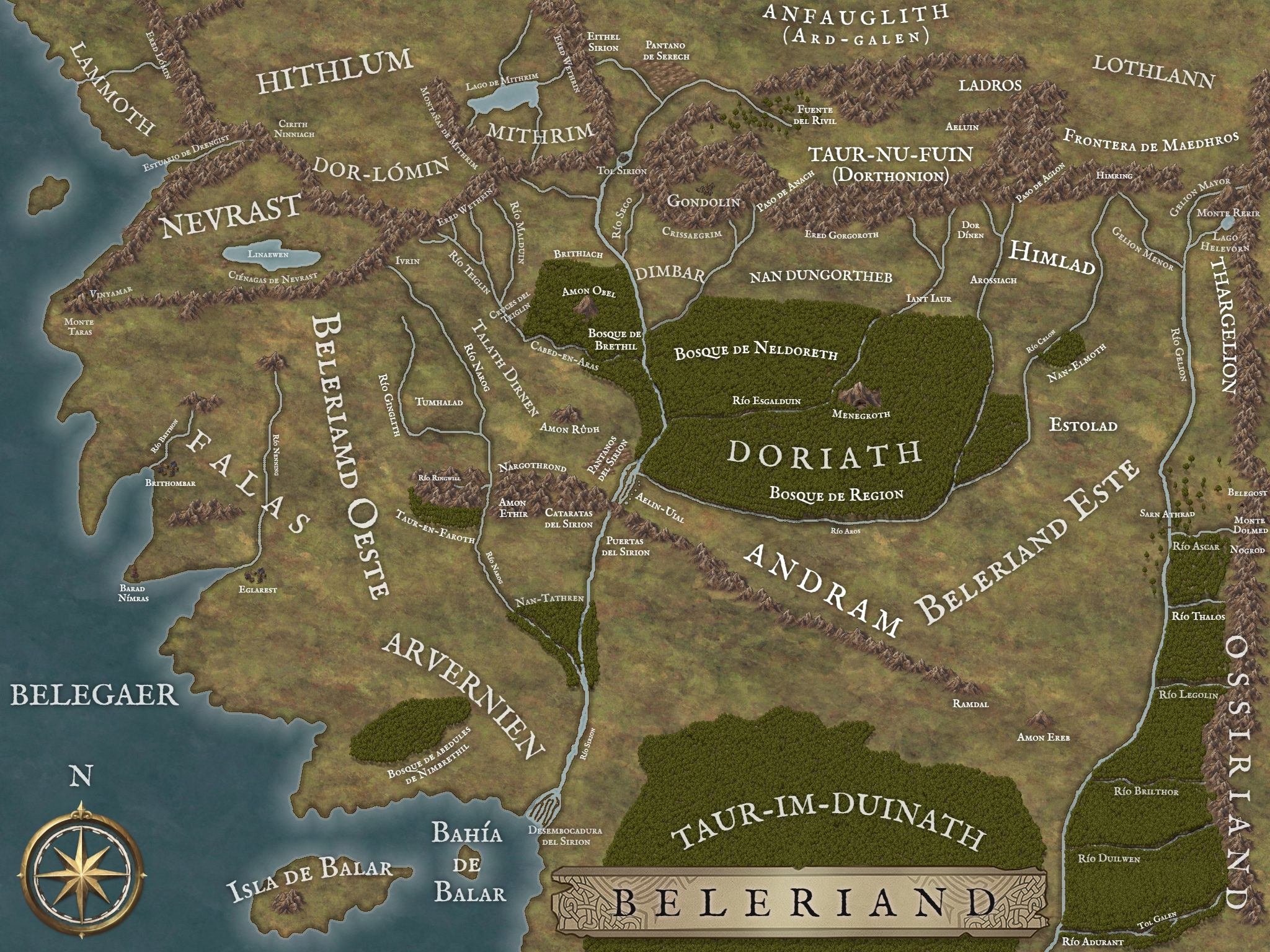
Карта Белерианда

Вскоре после высадки нолдор Дома Феанора добрались до озера Митрим и повстречали там эльфов-синдар, однако им было сложно понимать друг друга из-за возникшей за многие годы разницы в языках. 
Подданные Феанора начали разбивать лагерь, но, прежде чем они закончили, на них напало войско орков Моргота; он, узнав о прибытии своего величайшего врага с огромным войском и недооценив его силу, решил сбросить эльдар обратно в море. В ходе начавшейся битвы Дагор-нуин-Гилиат («Битвы под Звёздами»), несмотря на численный перевес орков, вся армия Моргота была разбита наголову. Феанор с несколькими спутниками бросился к Ангбанду, преследуя жалкую горстку оставшихся орков; в неистовом гневе он желал добраться до самого Моргота и отомстить за отца. Он далеко оторвался от авангарда своего войска, и, заметив это, прислужники Моргота развернулись, чтобы дать бой; в этот момент к ним на помощь пришли из Ангбанда балроги (Валараукар).
Балроги окружили Феанора и его немногих товарищей. Вскоре он остался один, но, будучи сильнейшим из эльдар, он долго ещё продолжал сражаться в одиночку, смеясь и не ведая страха, хотя балроги нанесли ему огненными бичами множество ран. В конце концов Владыке Балрогов всё же удалось повергнуть смертельно израненного Феанора наземь. В этот критический момент к Королю наконец подоспела подмога — Маэдрос и три его брата с отрядом; им удалось отбить отца, обратив балрогов в бегство. И всё же, на пути к Митриму, близ Эйтель Сириона, Феанор велел остановиться и, чувствуя приближение смерти, осознал, что нолдор никогда не одолеть Моргота. Тогда, трижды прокляв имя Моргота, Феанор велел своим сыновьям исполнять Клятву и мстить за своего отца.
И умер Феанор; но не свершался над ним погребальный обряд, и нет у него могилы. Столь неукротимым пламенем пылал его дух, что, как только оставил он тело, плоть обратилась в пепел, и ветер развеял тот пепел, словно дым; и вновь не являлся в Арду подобный ему, и дух Феанора не покидал Чертогов Мандоса. Так погиб величайший из Нолдор, чьи деяния снискали его народу неугасимую славу — и навлекли на его народ тягчайшие беды.

## Роль Феанора в Исцелении Арды
После смерти душа Феанора ушла в Чертоги Мандоса, и Валар, вследствие неоднозначности его случая, воздержались от судебного приговора, предоставив его самому Эру; последний решил оставить Феанора в Мандосе до Конца Мира.
Согласно Пророчеству Мандоса, после Дагор Дагорат Сильмариллы вернутся к Феанору, так как лишь он один мог разбить их. Феанор разобьёт камни, отдаст их Свет Йаванне, а та вернёт к жизни Древа Валар. Тогда Валар вновь обретут могущество, разрушат горы Пелори, позволив Свету Древ разлиться по миру, а все умершие эльфы воскреснут, и замысел Эру касательно них будет завершён.

### Пророчество Мандоса
Когда мир будет стар, а Силы утомятся, тогда Моргот, увидев спящую стражу, вернётся через Врата Ночи из Безвременной Пустоты; и уничтожит он Солнце и Луну. Но к нему спустится Эарендиль, подобный белому опаляющему пламени, и низвергнет его с небес. Тогда на полях Валинора грянет Последняя Битва. В тот день Тулкас сразится с Морготом, и по правую руку от него будет Эонве, а по левую — Турин Турамбар, сын Хурина, освобождённый от Судьбы Людей в Конце Мира; и чёрный меч Турина принесёт Морготу смерть и окончательную гибель; и так будут отомщены дети Хурина и все люди.

После этого Земля будет разрушена и переделана, и Сильмариллы будут извлечены из Воздуха, Земли и Моря; ибо Эарендиль спустится и отдаст то пламя, что было дано ему на хранение. Тогда Феанор возьмёт Три Самоцвета и он разобьет Камни, и с помощью их огня Йаванна вновь зажжет Два Древа, и тогда загорится великий свет. И падут Горы Валинора, так что Свет распространится по всему миру. В том свете Боги вновь станут юными, а эльфы пробудятся, и восстанут все их мёртвые, и замысел Илуватара касательно эльфов будет завершён.— «История Средиземья», т. XI, «Поздняя Квента Сильмариллион» (The History of Middle-earth vol.XI, The Later Quenta Silmarillion/Sketch of the Mythology)

## Характеристика

### Характер и привычки
У Феанора был жёсткий характер. Он отличался решительностью и сильной волей, противодействие коей встречал с яростным возмущением; к целям свои Феанор стремился энергично и стойко. Он был в высшей степени харизматичным и своевольным, отличался крайним упрямством, которое совет или повеление делали только ещё более ожесточенным (черта, унаследованная от матери). Лишь немногим удавалось изменить решения Феанора советом, и никому силой. Он был самым доблестным из Детей Илуватара и мог быть самым благородным из сынов Финвэ, если бы не стал высокомерным, опередив в этом, как и во многом другом, прочих эльфов. Феанора, как и его мать, могла полностью поглощать работа, требующая наибольшей верности рук, которые, как и разум Феанора, редко отдыхали. Он работал быстро и в одиночку, не ища ни совета, ни помощи ни у кого в Амане — ни у великих, ни у малых. Единственным исключением, и то недолго, была его жена Нэрданэль Мудрая. Феанор любил изучать земли Амана и редко задерживался подолгу на одном месте.

### Внешность и голос
В детстве он походил на мать голосом и обликом, но возмужав, стал подобен отцу. Феанор был белокож, высок (более двух метров) и прекраснее всех сыновей Илуватара (прекраснейшей из дочерей Эру была Лютиэн), у него были черные как вороново крыло волосы и проницательный взгляд ярких (даже по меркам «пламенноглазых» нолдор) глаз. Голос у него был чистый и мощный, способный заполнить долину.

### Возможности и умения
Ещё когда Феанор был совсем юн, такие Валар, как Аулэ, Улмо и Мандос, заметили его потенциал. Не было в Арде подобных Феанору — его душа пылала неукротимым пламенем. Величием тела и духа он превосходил пределы, положенные эльдар — был величайшим из нолдор, эльдар и всех Детей Эру Илуватара. Та сила, что дала бы жизнь многим детям, вошла в одного Феанора. Он был самым сильным и стойким из Детей Эру, а также являлся величайшим из учёных-лингвистов «Ламбенголмор». Феанор был великим оратором: он мог красноречием разжигать сердца и вести народ своей волей.
В мастерстве, равно как и тонком искусстве, Феанор являлся величайшим из Детей Илуватара; он обладал среди них самым острым умом. Никто во всём мире, за всю историю его существования, не превзошёл мастерства Феанора. Полного расцвета своего таланта Феанор достиг к 1400 г. Э.Д., и лишь Манвэ доступно было представить себе великие творения, которые мог бы ещё создать Феанор к большему прославлению Мира. Так как в Легендариуме Толкина «эльфийская магия» подразумевала под собой Искусство (освобожденное от многих его человеческих ограничений), Феанора можно с уверенностью назвать в ней самым могущественным.
Мудрость Феанора лежала главным образом во всём, что касалось лингвистической и технологической областей; в «философской мудрости» он был не так талантлив.

## Генеалогическое древо
|         |         | Финвэ   | Финвэ   | Финвэ   | Финвэ   | Финвэ  | Финвэ  |          |          | Мириэль  | Мириэль  | Мириэль  | Мириэль  | Мириэль  | Мириэль  |             |          | Махтан    | Махтан    | Махтан    | Махтан    | Махтан    | Махтан    |       |       |       |       |       |       |  |  |  |  |  |  |  |  |  |  |  |  |  |  |  |  |  |  |  |  |  |  |  |  |  |  |
|         |         | Финвэ   | Финвэ   | Финвэ   | Финвэ   | Финвэ  | Финвэ  |          |          | Мириэль  | Мириэль  | Мириэль  | Мириэль  | Мириэль  | Мириэль  |             |          | Махтан    | Махтан    | Махтан    | Махтан    | Махтан    | Махтан    |       |       |       |       |       |       |  |  |  |  |  |  |  |  |  |  |  |  |  |  |  |  |  |  |  |  |  |  |  |  |  |  |
|         |         |         |         |         |         |        |        |          |          |          |          |          |          |          |          |             |          |           |           |           |           |           |           |       |       |       |       |       |       |  |  |  |  |  |  |  |  |  |  |  |  |  |  |  |  |  |  |  |  |  |  |  |  |  |  |
|         |         |         |         |         |         | Феанор | Феанор | Феанор   | Феанор   | Феанор   | Феанор   |          |          |          |          |             |          | Нерданель | Нерданель | Нерданель | Нерданель | Нерданель | Нерданель |       |       |       |       |       |       |  |  |  |  |  |  |  |  |  |  |  |  |  |  |  |  |  |  |  |  |  |  |  |  |  |  |
|         |         |         |         |         |         | Феанор | Феанор | Феанор   | Феанор   | Феанор   | Феанор   |          |          |          |          |             |          | Нерданель | Нерданель | Нерданель | Нерданель | Нерданель | Нерданель |       |       |       |       |       |       |  |  |  |  |  |  |  |  |  |  |  |  |  |  |  |  |  |  |  |  |  |  |  |  |  |  |
|         |         |         |         |         |         |        |        |          |          |          |          |          |          |          |          |             |          |           |           |           |           |           |           |       |       |       |       |       |       |  |  |  |  |  |  |  |  |  |  |  |  |  |  |  |  |  |  |  |  |  |  |  |  |  |  |
|         |         |         |         |         |         |        |        |          |          |          |          |          |          |          |          |             |          |           |           |           |           |           |           |       |       |       |       |       |       |  |  |  |  |  |  |  |  |  |  |  |  |  |  |  |  |  |  |  |  |  |  |  |  |  |  |
|         |         |         |         |         |         |        |        |          |          |          |          |          |          |          |          |             |          |           |           |           |           |           |           |       |       |       |       |       |       |  |  |  |  |  |  |  |  |  |  |  |  |  |  |  |  |  |  |  |  |  |  |  |  |  |  |
| Маэдрос | Маэдрос | Маэдрос | Маэдрос | Маэдрос | Маэдрос |        |        | Келегорм | Келегорм | Келегорм | Келегорм | Келегорм | Келегорм |          |          | Куруфин     | Куруфин  | Куруфин   | Куруфин   | Куруфин   | Куруфин   |           |           | Амрас | Амрас | Амрас | Амрас | Амрас | Амрас |  |  |  |  |  |  |  |  |  |  |  |  |  |  |  |  |  |  |  |  |  |  |  |  |  |  |
| Маэдрос | Маэдрос | Маэдрос | Маэдрос | Маэдрос | Маэдрос |        |        | Келегорм | Келегорм | Келегорм | Келегорм | Келегорм | Келегорм |          |          | Куруфин     | Куруфин  | Куруфин   | Куруфин   | Куруфин   | Куруфин   |           |           | Амрас | Амрас | Амрас | Амрас | Амрас | Амрас |  |  |  |  |  |  |  |  |  |  |  |  |  |  |  |  |  |  |  |  |  |  |  |  |  |  |
|         |         |         |         | Маглор  | Маглор  | Маглор | Маглор | Маглор   | Маглор   |          |          | Карантир | Карантир | Карантир | Карантир | Карантир    | Карантир |           |           | Амрод     | Амрод     | Амрод     | Амрод     | Амрод | Амрод |       |       |       |       |  |  |  |  |  |  |  |  |  |  |  |  |  |  |  |  |  |  |  |  |  |  |  |  |  |  |
|         |         |         |         | Маглор  | Маглор  | Маглор | Маглор | Маглор   | Маглор   |          |          | Карантир | Карантир | Карантир | Карантир | Карантир    | Карантир |           |           | Амрод     | Амрод     | Амрод     | Амрод     | Амрод | Амрод |       |       |       |       |  |  |  |  |  |  |  |  |  |  |  |  |  |  |  |  |  |  |  |  |  |  |  |  |  |  |
|         |         |         |         |         |         |        |        |          |          |          |          |          |          |          |          | Келебримбор |          |           |           |           |           |           |           |       |       |       |       |       |       |  |  |  |  |  |  |  |  |  |  |  |  |  |  |  |  |  |  |  |  |  |  |  |  |  |  |

## Образ Феанора в искусстве
Образ Феанора неоднократно становился объектом творчества поклонников Дж. Р. Р. Толкина, в том числе и российских:
- Эпидемия — пауэр-метал композиция «Феанор» в альбоме «Жизнь в сумерках»; кавер на английском на которую сделал Even Blurry.
- Абордаж — live-запись в стиле Power Metal не попавшая в альбомы;
- Lindar Olostur[23] — инструментальный саундтрек под названием «The Finall Battle of Feanor»;
- Синтари Фэалиндэ — баллада поющаяся от лица Финголфина о Феаноре;
- «Lind Erebros» — инструментальная баллада под названием «Gotmog defeats Feanor»;
- В мюзикле «Мелькор» ТГВТ (Творческой Группы Веры Трофимовой) Феанора сыграл тульский эстрадный тенор Рамазан Селимов, он же спел партию Феанора и сыграл его в клипе «Я больше не увижу Валинор» по мотивам мюзикла; там Феанор гибнет от руки Гортхауэра, а не так, как в оригинале.

У зарубежных исполнителей он появляется в творчестве:
- Oonagh[24] — одноимённая баллада о Феаноре (поющаяся частично на квенья);
- Blind Guardian — песни в стиле Power Metal: «Nightfall» и «The Curse of Feanor» из альбома Nightfall in Middle Earth;
- Numenor — пауэр-метал группа, посвятившая ему песню — «The Oath of Feanor»;
- Summoning — композиция которых Menegroth цитирует Феанора: «I say that we will go on, and this doom I add…» (альбом Oath Bound, 2006);
- Feanor[25] — Heavy Metal группа из Аргентины назвалась в честь Феанора и в альбоме «Invencible» у них есть песня о Феаноре.
- Albion — Heavy Metal группа записала метал-оперу «Исход нолдор», полностью посвящённую Феанору, исходу из Валинора, клятве, битве с Тэлери и смерти самого Феанора.

Помимо этого, образ Феанора неоднократно использовался авторами менее известных музыкальных коллективов, авторами фанфиков и стихов.